# Antiàcid
Un antiàcid és aquell medicament que actua neutralitzant l'acidesa gàstrica. Normalment es tracta d'una base que alcalinitza l'estómac. Els antiàcids alleugen el dolor en cas de contraure úlcera pèptica. Amb ells esdevé una reacció de neutralització, eleven el pH per a reduir l'acidesa estomacal. Quan l'àcid clorhídric arriba als nervis de la mucosa gastrointestinal, envien senyals de dolor al sistema nerviós central. Això ocorre quan les terminacions nervioses queden exposades a l'àcid, és a dir, en el cas de les úlceres. L'àcid gàstric pot també arribar a les úlceres de l'esòfag o del duodè. La regalèssia és una planta amb efecte antiàcid.
Els antiàcids s'han vingut usant per segles per al tractament de pacients amb dispèpsia i trastorns d'acidesa estomacal. Abans de l'aparició dels antagonistes dels receptors H2, eren el tractament d'elecció per a aquestes malalties .
El mecanisme genèric de qualsevol antiàcid a l'estómac és el que segueix :
HCl (àcid gàstric) + Antiàcid (base feble) → H₂O + CO₂ + sals
Algunes de les reaccions més conegudes de neutralització amb antiàcids, com poder ser l'hidròxid d'alumini, en el qual es pot veure com l'equació química es produeix segons :
3 HCl + Al (OH)₃ → AlCl₃ + 3 H₂O
La reacció de l'hidrogencarbonat de sodi és coneguda per alliberar certes quantitats de CO₂ que finalment es dissipen en forma d'un suau eructe després de la seva ingestió:
NaHCO₃ + HCl → NaCl + CO₂ + H₂O
Encara que la funció principal de l'antiàcid és la neutralització de l'acidesa intragàstrica, és possible que també promoguin els sistemes de defensa de la mucosa per mitjà de l'estimulació de la producció de prostaglandines.
S'intenta buscar per part de la indústria farmacèutica que els efectes secundaris dels antiàcids siguin els menors possibles, per exemple les sals d'alumini i calci produeixen restrenyiment (subproductes de l'antiàcid en reaccionar amb l'àcid de l'estómac), i les sals de magnesi són laxants.

## Tipus d'antiàcids
- Hidrogencarbonat de sodi (dels més antics)
- Carbonat
- Hidròxid d'alumini
- Hidròxid de magnesi
- Substàncies citoprotectores:
  - antagonistes dels receptors del H₂
  - inhibidors de la bomba de protons[1]

## Tipologia dels antiàcids
Acció neutralitzant de l'àcid clorhídric per reacció química a l'estómac. Se solen distingir dos tipus :
Antiàcids no sistèmics - En reaccionar els antiàcids amb l'àcid clorhídric de l'estómac formen una sal que no s'arriba a absorbir i posseeixen a més una acció més lenta i prolongada, sense cap efecte rebot. Entre els antiàcids inclosos en aquesta categoria s'hi poden trobar : les sals de magnesi, d'alumini i de calci.
Antiàcids sistèmics - En aquest cas l'antiàcid en reaccionar amb els àcids de l'estómac (àcid clorhídric), una porció de la sal s'absorbeix a les parets de l'estómac. Per regla general posseeixen una acció potent i més ràpida que els anteriors, però amb efectes transitoris. Entre aquest tipus d'antiàcids es troba l'hidròxid de magnesi i l'hidrogen - carbonat de sodi 